# قبه (مصر)
حدائق القبه نام شهر و شهرستانی در استان قاهره مصر است.